# Zweitschen
Zweitschen ist ein Ortsteil von Mehna im Landkreis Altenburger Land in Thüringen.

## Lage
Zweitschen liegt westlich von Mehna mit einer Verbindungsstraße an die Kreisstraße 534 angeschlossen im Altenburger-Zeitzer-Lösshügelland, einem Ausläufer der Leipziger Tieflandbucht.

## Geschichte
Zwischen 1181 und 1214 wurde das weilerartige Dorf erstmals urkundlich erwähnt. Zweitschen gehörte zum wettinischen Amt Altenburg, welches ab dem 16. Jahrhundert aufgrund mehrerer Teilungen im Lauf seines Bestehens unter der Hoheit folgender Ernestinischer Herzogtümer stand: Herzogtum Sachsen (1554 bis 1572), Herzogtum Sachsen-Weimar (1572 bis 1603), Herzogtum Sachsen-Altenburg (1603 bis 1672), Herzogtum Sachsen-Gotha-Altenburg (1672 bis 1826). Bei der Neuordnung der Ernestinischen Herzogtümer im Jahr 1826 kam der Ort wiederum zum Herzogtum Sachsen-Altenburg.
Nach der Verwaltungsreform im Herzogtum gehörte Zweitschen bezüglich der Verwaltung zum Ostkreis (bis 1900) bzw. zum Landratsamt Altenburg (ab 1900). Das Dorf gehörte ab 1918 zum Freistaat Sachsen-Altenburg, der 1920 im Land Thüringen aufging. 1922 kam es zum Landkreis Altenburg.
Am 1. Juli 1950 wurde Zweitschen gemeinsam mit dem Nachbarort Rodameuschel nach Mehna eingemeindet. Bei der zweiten Kreisreform in der DDR wurden 1952 die bestehenden Länder aufgelöst und die Landkreise neu zugeschnitten. Somit kam Zweitschen als Ortsteil der Gemeinde Mehna mit dem Kreis Schmölln an den Bezirk Leipzig, der seit 1990 als Landkreis Schmölln zu Thüringen gehörte und 1994 im Landkreis Altenburger Land aufging. 50 Personen lebten 2012 im Ortsteil.

## Soziale Einrichtungen
Das ehemalige Rittergut mit angrenzendem Park wurde ab dem 3. Juli 1949 als Kinderheim genutzt. Mit Stand 2017 betreibt hier die Jugendhilfeorganisation ISA Kompass eine Intensivwohngruppe für Jungen ab 12 Jahren, die „einen intensiven Betreuungsalltag mit klaren Regeln benötigen“.

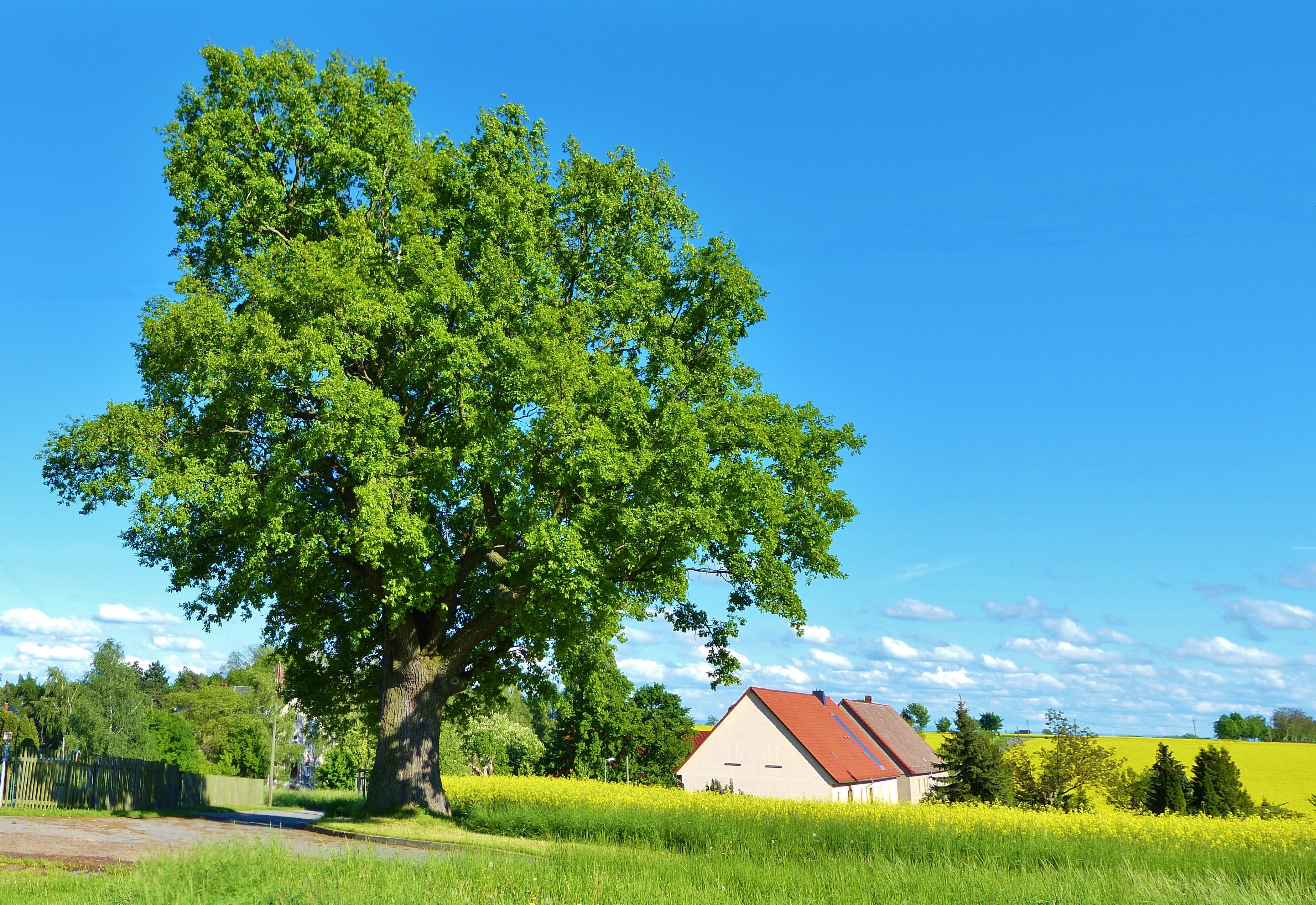
Alte Eiche am westlichen Ortsrand
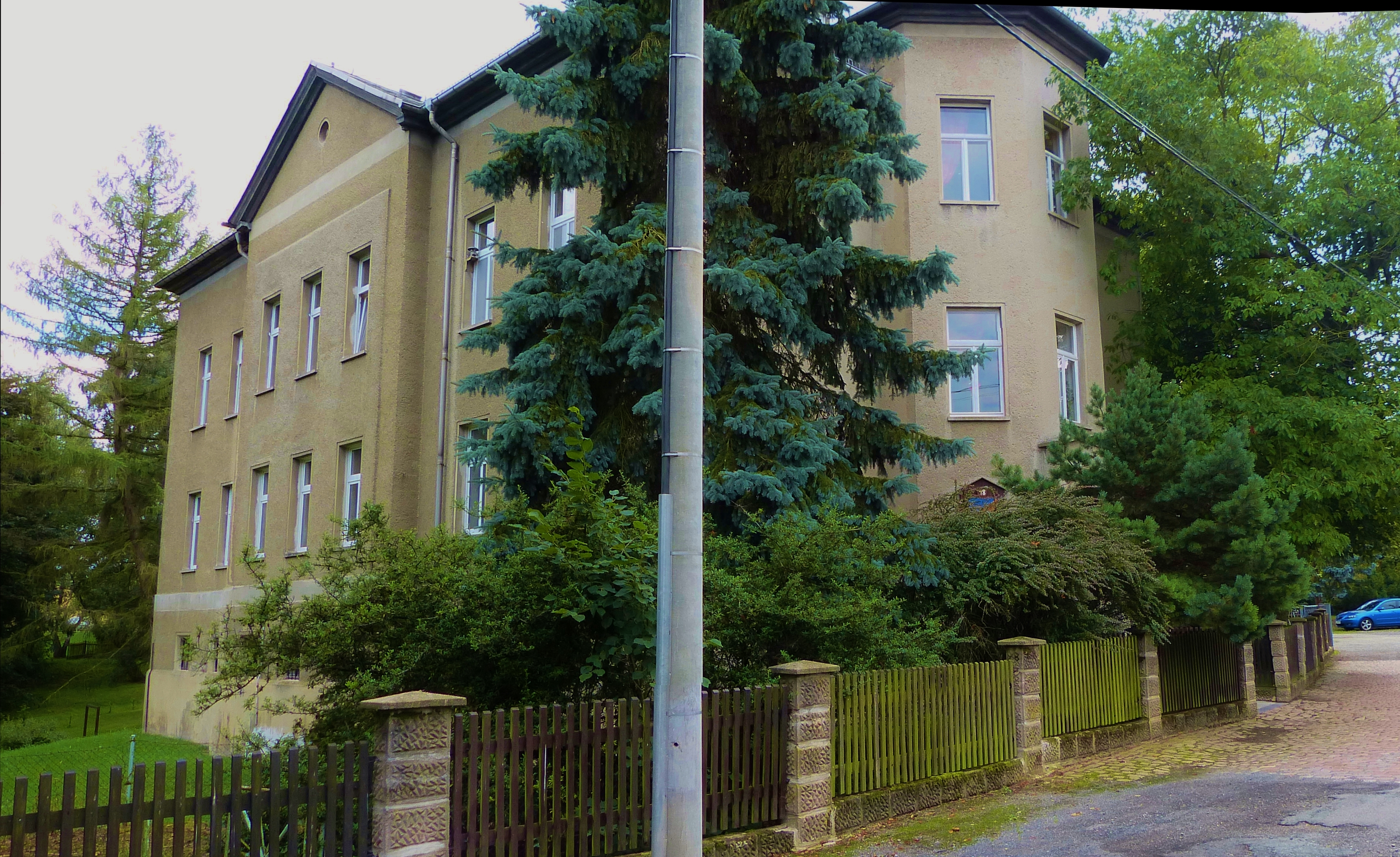
Ehemaliges Rittergut
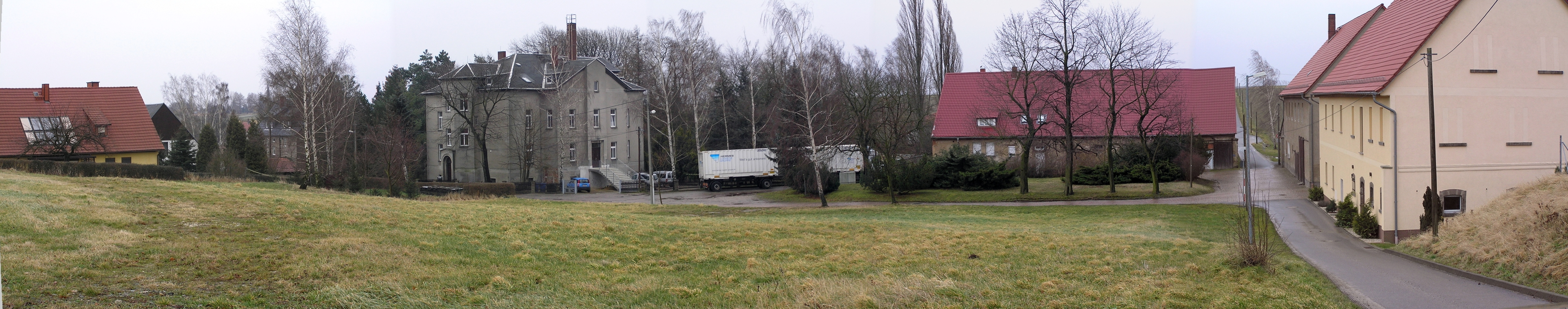
Teilansicht des „Oberdorfes“
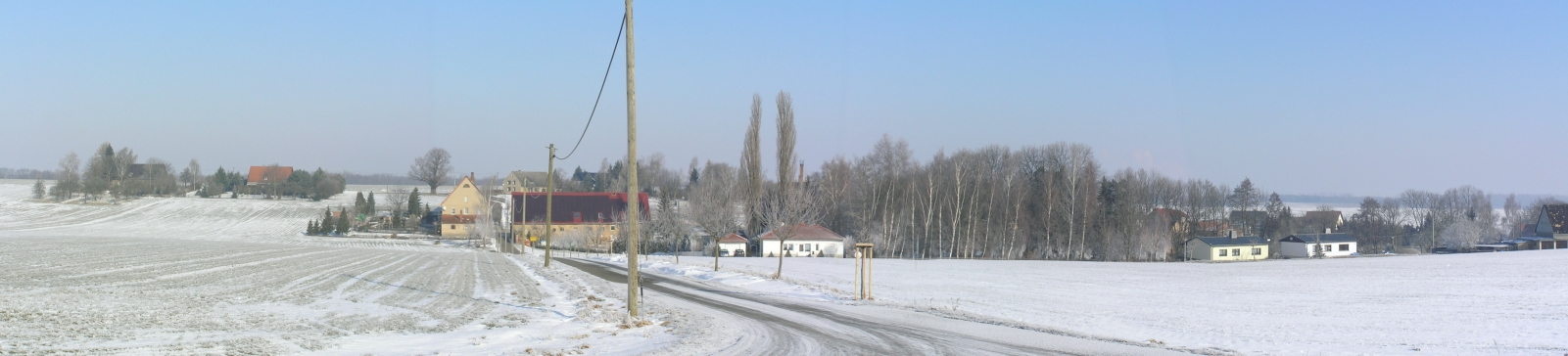
Ortsansicht aus Süden